# Phú Thành, Lạc Thủy
Phú Thành là một xã thuộc huyện Lạc Thủy, tỉnh Hòa Bình, Việt Nam.
Xã Phú Thành có diện tích 37,39 km², dân số năm 1999 là 6631 người, mật độ dân số đạt 177 người/km².